# Rheinhessen-Fachklinik Alzey
Die Rheinhessen-Fachklinik Alzey (RFK) (früher allgemein als Landesnervenklinik, kurz: LNK, bekannt) ist ein Behandlungszentrum für Psychiatrie, Psychotherapie, Psychosomatik, forensische Psychiatrie, Kinder- und Jugendpsychiatrie sowie Neurologie und Kinderneurologie in Alzey. Die RFK befindet sich, wie auch die Rhein-Mosel-Fachklinik Andernach, in Trägerschaft des Landeskrankenhauses Rheinland-Pfalz. Die Klinik ist akademisches Lehrkrankenhaus der Universität Mainz. Sie ist Zentrum eines Versorgungsverbundes mit Tageskliniken, Institutsambulanzen und komplementären, außerklinischen Versorgungsaufgaben.

## Geschichte
Das Haus wurde 1908 gegründet.
Die „Arbeitsgruppe Psychiatrie im Nationalsozialismus in Alzey“ begann 1994 mit der Aufarbeitung, was mit den Patienten in der Zeit des Nationalsozialismus geschah. Eine Mahntafel nennt 453 Alzeyer Patienten namentlich, die aufgrund der „Euthanasie“ umkamen.
Zum hundertjährigen Jubiläum 2008 erschien eine etwa 140-seitige Festschrift.

## Einrichtung
Die Klinik verfügt über 820 Betten und Behandlungsplätze auf dem Klinikgelände sowie zusätzlich über Außenwohngruppen, Heime, Wohnpflegegemeinschaften sowie Ambulanzen und mobile Pflegedienste. Mit rund 1.400 Mitarbeitern ist sie einer der größten Arbeitgeber in der Stadt Alzey. Sie beschäftigt ärztliches Personal, Psychologen, Sozialarbeiter und Pflegepersonal. Zu den behandelten Patienten gehören Suchtkranke, Alte, Kinder und Jugendliche sowie andere psychisch Kranke. Die Fachklinik bildet zusammen mit anderen Kliniken in Meisenheim und Andernach einen Teil des Landeskrankenhauses.

## Besonderheiten
Die Kapelle des Landeskrankenhauses aus dem Jahr 1908 mit 250 Sitzplätzen ist ein Entwurf des Darmstädter Jugendstil-Architekten Alexander Beer. Beer hatte die Kapelle als Multifunktionsbau konzipiert, so dass sie auch als Theater und Kino genutzt werden konnte. Auch der Prospekt der Orgel von Heinrich Bechstein sowie Kirchenfenster und Einrichtungsgegenstände sind sein Entwurf.
Das evangelische Abendmahlsgeschirr aus dem Jahr 1908 stammt aus der Werkstatt von Ernst Riegel und ist in Teilen erhalten. Eine Rarität in der Kapelle ist die an Gebäuden selten erhaltene Abbildung des Rheinhessen-Wappens, das bis zur Auflösung der hessischen Provinzen am 1. April 1937 gültig war.
Ab 1915 verfügte das Klinikum über einen eigenen Wasserbehälter.